# New Wave 2009
L'8º Concorso internazionale di giovani cantanti "New Wave" si è svolto fra il 24 luglio ed il 2 agosto 2009 a Dzintari, Jūrmala. Il concorso ha richiamato 16 partecipanti provenienti da 12 paesi. La Lettonia è stata rappresentata da Aisha. Il montepremi è di € 150 000 i due vincitori hanno ricevuto ciascuna € 50.000, il classificato al 2º posto € 30.000, e il classificato al 3º posto € 20 000.

## Partecipanti
| Nome, Cognome      | Paese       |
| ------------------ | ----------- |
| "3NITY Brothers"   | Francia     |
| Aisha              | Lettonia    |
| Antonello Carozza  | Italia      |
| Ville Laksonens    | Finlandia   |
| Mila Nitych        | Ucraina     |
| Sandhy Sondoro     | Indonesia   |
| Mark Jusim         | Russia      |
| Jamala             | Ucraina     |
| Gu Lia             | Cina        |
| Nurjan Kermenbajev | Kazakistan  |
| Anna Malisheva     | Russia      |
| Vladislav Ļevickij | Ucraina     |
| Para Normalnih     | Russia      |
| Lika               | Georgia     |
| Maks Lorens        | Bielorussia |
| Sara Hmeļa         | Polonia     |

### 1 ° giorno
| Nr. | Paese       | Esecutore          | Canzone                     | Punti | Posti   |
| --- | ----------- | ------------------ | --------------------------- | ----- | ------- |
| 1   | Francia     | "3NITY Brothers"   | I Believe I Can Fly         | 102   | 10.—12. |
| 2   | Ucraina     | Mila Nitych        | Listen                      | 112   | 4.      |
| 3   | Polonia     | Sara Hmeļa         | Love You I Do               | 97    | 14.—15. |
| 4   | Bielorussia | Maks Lorens        | Superstition                | 106   | 6.—7.   |
| 5   | Indonesia   | Sandhy Sondoro     | When a Man Loves a Woman    | 119   | 1       |
| 6   | Italia      | Antonello Carozza  | Isn't She Lovely            | 102   | 10.—12. |
| 7   | Russia      | Anna Malisheva     | The Color of The Night      | 111   | 5.      |
| 8   | Finlandia   | Ville Laksonens    | I Will Love Again           | 97    | 14.—15. |
| 9   | Ucraina     | Jamala             | History Repeating           | 118   | 2.      |
| 10  | Lettonia    | Aisha              | Me and Bobby McGee          | 106   | 6.—7.   |
| 11  | Cina        | Gu Lia             | Jai Ho (You Are My Destiny) | 93    | 16.     |
| 12  | Ucraina     | Vladislav Ļevickis | She's a Lady                | 102   | 10.—12. |
| 13  | Kazakistan  | Nurjan Kermenbajev | Aicha                       | 100   | 13.     |
| 14  | Russia      | Para Normalnih     | Personal Jesus              | 104   | 8.—9.   |
| 15  | Georgia     | Lika               | Too Much Love Will Kill You | 104   | 8.—9.   |
| 16  | Russia      | Mark Jusim         | Virtual Insanity            | 114   | 3.      |

### 2 ° giorno
| Nr. | Paese       | Esecutore          | Esecutore                                        | Punti | Posto   |   |        |            |                                      |     |         |
| --- | ----------- | ------------------ | ------------------------------------------------ | ----- | ------- | - | ------ | ---------- | ------------------------------------ | --- | ------- |
| Nr. | Paese       | Esecutore          | Esecutore                                        | Punti | Posto   | 1 | Russia | Mark Jusim | Паранойя (Paranoia) (Nikolaj Noskov) | 108 | 10.—11. |
| 2   | Cina        | Gu Lia             | Подмосковные вечера (Notte di Mosca - in cinese) | 97    | 16.     |   |        |            |                                      |     |         |
| 3   | Finlandia   | Ville Laksonens    | In the Shadows                                   | 98    | 15.     |   |        |            |                                      |     |         |
| 4   | Indonesia   | Sandhy Sondoro     | Попробуйте Меня Любить (Provare a Amami)         | 119   | 2.—3.   |   |        |            |                                      |     |         |
| 5   | Russia      | Anna Malisheva     | Город, которого нет (La città, che non è)        | 109   | 8.—9.   |   |        |            |                                      |     |         |
| 6   | Ucraina     | Mila Nitych        | Сіла птаха (Potenza di uccelli - in ucraino)     | 112   | 6.—7.   |   |        |            |                                      |     |         |
| 7   | Ucraina     | Jamala             | Верше, мій, верше                                | 120   | 1.      |   |        |            |                                      |     |         |
| 8   | Francia     | "3NITY Brothers"   | Nostalgie                                        | 103   | 13.     |   |        |            |                                      |     |         |
| 9   | Russia      | "Para Normalnih"   | Сука — любовь (Femmina - amore)                  | 116   | 5.      |   |        |            |                                      |     |         |
| 10  | Lettonia    | Aisha              | Ночь (Notte)                                     | 112   | 6.—7.   |   |        |            |                                      |     |         |
| 11  | Georgia     | Lika               | Lullaby (canzone popolare)                       | 117   | 4.      |   |        |            |                                      |     |         |
| 12  | Ucraina     | Vladislav Ļevickij | Соколята (Sokolyata)                             | 108   | 10.—11. |   |        |            |                                      |     |         |
| 13  | Italia      | Antonello Carozza  | Ancora                                           | 119   | 2.—3.   |   |        |            |                                      |     |         |
| 14  | Bielorussia | Maks Lorens        | Ланфрен-Ланфра (Lanfren-Lanfra)                  | 109   | 8.—9.   |   |        |            |                                      |     |         |
| 15  | Polonia     | Sara Simieli       | Niech žyje bal                                   | 101   | 14.     |   |        |            |                                      |     |         |
| 16  | Kazakistan  | Nurjan Kermenbajev | Моя История (La mia storia)                      | 105   | 12.     |   |        |            |                                      |     |         |

### 3 ° giorno
| Nr. | Paese       | Esecutore          | Canzone                                      | Punti | Posto |
| --- | ----------- | ------------------ | -------------------------------------------- | ----- | ----- |
| 1   | Cina        | Gu Lia             | The World's End                              | 111   | 12.   |
| 2   | Francia     | "3NITY Brothers"   | Merci                                        | 111   | 10.   |
| 3   | Indonesia   | Sandhy Sondoro     | End of Rainbow                               | 120   | 1.—3. |
| 4   | Russia      | "Para Normalnih"   | Happy End                                    | 13    | 8.    |
| 5   | Russia      | Anna Malisheva     | Ниточки                                      | 109   | 15.   |
| 6   | Georgia     | Lika               | Верю (credo che)                             | 113   | 7.    |
| 7   | Finlandia   | Ville Laksonens    | Empty Streets                                | 111   | 11.   |
| 8   | Ucraina     | Vladislav Ļevicki  | Море Зайвих Слів (Un mare di parole inutili) | 110   | 13.   |
| 9   | Polonia     | Sara Hmeļa         | To Nie Ja Bylam Ewa                          | 115   | 5.    |
| 10  | Ucraina     | Jamala             | Маменькин сынок (donnicciola)                | 120   | 1.—3. |
| 11  | Ucraina     | Mila Nitych        | Где ты? (Dove Sei?)                          | 109   | 14.   |
| 12  | Russia      | Mark Jusim         | Мантра                                       | 114   | 6.    |
| 13  | Kazakistan  | Nurjan Kermenbajev | Senen Baska                                  | 107   | 16.   |
| 14  | Lettonia    | Aisha              | You Really Got Me Going                      | 116   | 4.    |
| 15  | Bielorussia | Maks Lorens        | Рядом (prossimo)                             | 112   | 9.    |
| 16  | Italia      | Antonello Carozza  | 27 angeli                                    | 120   | 1.—3. |

### Totale
| Posto | Paese       | Esecutore          | Punti |
| ----- | ----------- | ------------------ | ----- |
| 1.    | Indonesia   | Sandhy Sondoro     | 358   |
| 1.    | Ucraina     | Jamala             | 358   |
| 2.    | Italia      | Antonello Carozza  | 341   |
| 3.    | Russia      | Mark Jusim         | 336   |
| 4.    | Lettonia    | Aisha              | 334   |
| =     | Georgia     | Lika               | 334   |
| 5.    | Russia      | "Para Normlanih"   | 333   |
| =     | Ucraina     | Mila Nitych        | 333   |
| 6.    | Russia      | Anna Malisheva     | 329   |
| 7.    | Bielorussia | Maks Lorens        | 327   |
| 8.    | Ucraina     | Vladislav Ļevickis | 320   |
| 9.    | Francia     | "3NITY Brothers"   | 316   |
| 10.   | Polonia     | Sara Hmeļa         | 314   |
| 11.   | Kazakistan  | Nurjan Kermenbajev | 312   |
| 12.   | Finlandia   | Ville Laksonens    | 306   |
| 13.   | Cina        | Gu Lia             | 301   |

## Vincitori
Per la prima volta nella storia del concorso, ci sono stati 2 vincitori a pari merito con lo stesso numero di punti: l'indonesiano Sandhy Sondoro e l'ucraina Jamala. Si è deciso di concedere a entrambi i vincitori il premio intero, aumentando così il montepremi di 50 000 €. Il secondo classificato è stato il cantante italiano Antonello Carozza. Il terzo classificato è stato il russo Mark Jusim.

## Premio speciale
- Jūrmala simpatia - Gu Lia, Cina
- Muz.tv simpatia - "Para Normalnih", Russia
- Premio del udienza simpatia - Aisha Lettonia

## Giuria
- Igor Krutoi
- Raimonds Pauls
- Igor Nikolayev
- Laima Vaikule
- Valeria (cantante)
- Leonid Agutin
- Konstantin Meladze
- Vladimir Presņakov
- Max Fadejev
- Valerij Meladze

## Presentatori
- Valerija Kudrjavceva
- Sergei Lazarev
- Tina Kandelaki
- Alexey Čumakov
- Ksenia Sobčak
- Timur Rodrigez

## Programma del Concorso
- Il 28 luglio - Concerto di apertura
- Il 29 luglio - La prima giornata di gara
- Il 30 luglio - La seconda giornata di gara
- Il 31 luglio - Compositore e performer Yuri Antonov sera creativa
- Il 1º agosto  - La terza giornata della competizione
- Il 2 agosto  - Fine della gara.

## Artisti ospiti
- "Roxette" (Svezia)
- Chaka Khan (USA)
- Anastacia (USA)
- Lisa Stansfield (Regno Unito)
- Verka Serdjučka (Ucraina)
- Artisti russi:
  - Alla Pugačova
  - Filipp Kirkorov
  - Valerij Leont'ev
  - Nikolaj Baskov
  - Valerija
  - Igor Krutoy
  - Kristina Orbakaitė
  - Boriss Moisejev
  - Dima Bilan
  - Alsu
  - Sergej Lazarev
  - VIA Gra
- Artisti lettoni:
  - Laima Vaikule
  - Raimonds Pauls
  - Intars Busulis